# Ligdus garvale
Ligdus garvale — вид павуків родини павуки-стрибуни (Salticidae). Описаний у 2024 році.

## Поширення
Ендемік Індії. Поширений у штаті Карнатака на південному заході країни. Статевозрілий самець зібраний в окрузі Кодагу на висоті 1181 м над рівнем моря.

## Опис
Голотип самця має розміри 4,65 мм.